# Schnuffel
Schnuffel (im englischsprachigen Raum: Snuggle Bunny, im niederländischen: Snuffie Bunny, im französischen: Lapin Câlin, im brasilianischen: Schnuffel Coelhinho) ist ein animierter Comic-Hase.

## Figur und Erfolge
Der Hase wurde Ende 2007 von dem deutschen Medienunternehmen freenet digital GmbH (vormals Jamba) zur Vermarktung einer seiner Klingeltöne entworfen. Die Figur ist ein anthropomorpher, junger, dem Kindchenschema angepasster Hase mit großen Augen und langen Schlappohren. Die Musik stammt von Markus Kretschmer und Tamara Lücke. Text des „Kuschel-Songs“ schrieben Sebastian Nußbaum und Andreas Wendorf. Nach Angaben von Nußbaum wurde Schnuffel nach dem Erfolg von Crazy Frog mit Blick auf die Zielgruppe Frauen ab Mitte 20 mit Hang zu Dingen wie Diddl-Figuren kreiert. Das Produkt polarisierte stark. Während die einen Schnuffel für ausgesprochen niedlich hielten, nervte es die anderen erheblich.
Nach der Veröffentlichung als Klingelton, herunterladbares Video und als Logo war die Figur mehrere Wochen lang Spitzenreiter der Download-Charts. Die daraufhin auf Grundlage des Klingeltons produzierte Single Kuschel Song stieg im Februar 2008 auf Platz eins der deutschen Singlecharts ein. Inzwischen ist das Lied in mehr als 25 Ländern und 15 Sprachen erhältlich. In Deutschland wurde das Projekt für mehr als 300.000 verkaufter Kopien mit einer Platin-Schallplatte ausgezeichnet und war 2008 die meistverkaufte Single in deutscher Sprache. Das Merchandising umfasste auch das Drucken der Figur auf Tassen, Poster, T-Shirts und Bettwäsche.
Neben dem Erfolg der Single schuf freenet digital neben Schnuffel, dem Kuschelhasen noch eine komplette Hasenwelt dazu: Das Knuddeltal (engl.: Snuggle Valley). Als weibliches Pendant entstand Schnuffelienchen, die 2010 ebenfalls einen kleinen Charterfolg mit der Coverversion von Ella Endlichs Single "Küss mich, halt mich, lieb mich" vorweisen konnte und auch in den Hörspielen von Schnuffel stets eine Hauptrolle spielt.
Seit 2010 veröffentlicht freenet digital GmbH regelmäßig neue Apps von Schnuffel.

## Diskografie

### Alben
- 2008: Ich hab’ Dich lieb
- 2008: Ich hab’ Dich lieb-Gold Edition
- 2008: Winterwunderland
- 2009: Winterwunderland - New Edition
- 2009: Komm Kuscheln
- 2012: Winterwunderland - Krone Edition

### Singles
- 2008: Kuschel Song
- 2008: Ich hab’ Dich lieb
- 2008: Häschenparty feat. Michael Wendler
- 2008: Schnuffels Weihnachtslied
- 2009: Piep Piep
- 2010: Küss mich, halt mich, lieb mich (als Schnuffelienchen)
- 2011: DubiDubi Du
- 2011: Tut tut tut
- 2011: Jingle Bells feat. Jamba stars
- 2012: Schmetterling (als Schnuffelienchen)
- 2014: Ohne Dich (als Schnuffelienchen)

### Hörspiele
- 2008: Schnuffel und Schnuffelienchen 1: Das Geheimnis der Möhre
- 2009: Schnuffel und Schnuffelienchen 2: Die bezaubernde Prinzessin
- 2009: Schnuffel und Schnuffelienchen 3: Die kleinen Purzelsterne
- 2010: Schnuffel und Schnuffelienchen 4: Der Schatz im Glitzersee
- 2010: Schnuffel und Schnuffelienchen 5: Die kleine Schneefee
- 2011: Schnuffel und Schnuffelienchen 6: Das Baby-Einhorn
- 2013: Schnuffel und Schnuffelienchen 7: Abenteuer auf der Trauminsel
- 2014: Schnuffel und Schnuffelienchen 8: Das Geheimnis der Kleinen Eule

### Apps
- 2010: Blumen Schnuffel[13]
- 2012: Schnuffel Bunny Hop[14]
- 2013: Schnuffel Infotafel[15]
- 2013: Schnuffel Wallpaper Collection[16]
- 2013: Schnuffel Twinkle Star[17]
- 2014: My Schnuffel Keyboard[18]
- 2014: Schnuffel[19]
- 2015: Learn with Schnuffel[20]